# ALICE ファースト・ライヴ!
『ALICE ファースト・ライヴ!』は、1973年1月にリリースされたアリス初のライブ・アルバム。

## 解説
1972年11月25日、アリスのホーム・グラウンドであった兵庫県・西宮市民会館大ホールでのライヴを収録。
「冬の日」「小さな恋の物語」は本作のみに収録。
2001年にCD化され、2006年（紙ジャケット仕様）にも再リリースされている。

## 収録曲
作詞・作曲：谷村新司（特記以外）

### SIDE 1
1. メドレー
  - 明日への讃歌
  - 木枯らしの街
2. あなたのために
3. 恋の悩みは不思議なもの[4]
4. ベーヤン（堀内孝雄）のコーナー
  - 冬の日
  - 作曲：堀内孝雄
5. キンチャン（矢沢透）のコーナー
  - 白い夏
  - 作詞：堀内孝雄／作曲：矢沢透
6. 走っておいで恋人よ

### SIDE 2
1. チンペイ（谷村新司）のコーナー
2. 小さな恋の物語
3. 好きじゃないってさ
4. 知らない街で
5. 明日への讃歌